# Адміністративний поділ Джибуті
Територія Джибуті розділена на 5 регіонів і місто Джибуті, прирівняне до регіону.

Адміністративний поділ Джибуті

| № | Регіон    | Регіон (Фр.)        | Адміністративний центр | Площа, км² | Населення, чол. (2009) | Щільність, чол./км² |
| - | --------- | ------------------- | ---------------------- | ---------- | ---------------------- | ------------------- |
| 1 | Алі-Сабіх | Region d'Ali Sabieh | Алі-Сабіх              | 2 200      | 86 949                 | 39,52               |
| 2 | Арта      | Region d'Arta       | Арта                   | 1 800      | 42 380                 | 23,54               |
| 3 | Дикіль    | Region de Dikhil    | Дикіль                 | 7 200      | 88 948                 | 12,35               |
| 4 | Джибуті   | Ville de Djibouti   | Джибуті                | 200        | 475 332                | 2376,66             |
| 5 | Обок      | Region d'Obock      | Обок                   | 4700       | 37 856                 | 8,05                |
| 6 | Таджура   | Region de Tadjourah | Таджура                | 7 100      | 86 704                 | 12,21               |
|   | Всього    |                     |                        | 23 200     | 818 169                | 35,27               |